# Кириллов, Тарас Кириллович
Тара́с Кири́ллович Кири́ллов (12 февраля 1880, дер. Сесмеры, Казанская губерния — 16 ноября 1921, д. Лысая Гора, Нижегородская губерния) — чувашский поэт, публицист, переводчик. Один из самых печатающихся поэтов дореволюционной чувашской литературы.

## Биография
Родился 12 (24) февраля 1880 года в деревне Сесмеры Ядринского уезда. В 1899 году окончил Казанскую учительскую семинарию. В 1905 году окончил Казанские миссионерские курсы. С 1899 по 1901 год работал учителем в Ядринской городской приходской школе, с 1902 по 1903 год в Шихазанской второклассной школе. С 1905 по 1918 год был священнослужителем в сёлах Чувашии. В 1918 году переехал в деревню Лысая Гора и снова стал учительствовать.

## Творчество
Литературную деятельность начал с 1903 г. Издал около 20 книг. Большое влияние на поэзию Т. Кириллова оказало творчество М. Ю. Лермонтова.
Наиболее известные поэмы:
- «Тырă пулнă çул», 1905 (рус. Урожайный год);
- «1812 çулхи вăрçă çинчен хывнă юрăсем»,1911 (рус. Песни о войне 1812 года);
- «Хресчен хăй ĕçĕ çинчен хывнă юрăсем», 1912 (рус. Песни крестьянина о своих трудах);
- «Турă тăрăшакана юратать, тăрăшакан ырă курать», 1912 (рус. Бог труды любит);
- «Çывăхри ял-йышсем», 1915 (рус. Ближние сельчане);
- «Турă çинчен», 1915 (рус. О Боге).

Перевёл несколько книг на религиозно-нравственные темы. Его просветительские идеи отражены в брошюре «Çутăра çÿрĕр», 1905 (рус. Ходите во свете).